# Ховд (аэропорт)
Аэропорт города Ховд — гражданский аэропорт Монголии, расположенный в 5 километрах от центра города Ховд. Это один из трёх аэропортов страны, из которых осуществляется международное авиасообщение (другие — аэропорт Чингисхан Улан-Батора и аэропорт города Улгий, откуда казахстанская авиакомпания «SCAT» осуществляет рейсы в Усть-Каменогорск и Алма-Ату).
Из аэропорта города Ховд осуществляются рейсы в Улан-Батор. Также выполняется один международный рейс — в Урумчи (КНР).

## Основные данные
Код IATA: HVD, код ICAO: ZMKD.
Имеется одна асфальтобетонная взлётно-посадочная полоса, 2850 x 49 метров и одна грунтовая, 1992 x 50 метров . Аэропорт расположен на высоте 1493 метров над уровнем моря. Работает круглосуточно.
Здание аэропорта имеет три этажа. Зал ожидания расположен на первом этаже. Кроме того, в здании находятся несколько кафе и магазинов.

## Авиакомпании
Рейсы выполняются монгольскими авиакомпаниями Aero Mongolia, Eznis Airways из Улан-Батора и MIAT Mongolian Airlines из Улан-Батора, Булгана и Мурэна.